# GZMH
GZMH (англ. Granzyme H) – білок, який кодується однойменним геном, розташованим у людей на короткому плечі 14-ї хромосоми. Довжина поліпептидного ланцюга білка становить 246 амінокислот, а молекулярна маса — 27 315.
| 10         |  | 20         |  | 30         |  | 40         |  | 50         |
| ---------- |  | ---------- |  | ---------- |  | ---------- |  | ---------- |
| MQPFLLLLAF |  | LLTPGAGTEE |  | IIGGHEAKPH |  | SRPYMAFVQF |  | LQEKSRKRCG |
| GILVRKDFVL |  | TAAHCQGSSI |  | NVTLGAHNIK |  | EQERTQQFIP |  | VKRPIPHPAY |
| NPKNFSNDIM |  | LLQLERKAKW |  | TTAVRPLRLP |  | SSKAQVKPGQ |  | LCSVAGWGYV |
| SMSTLATTLQ |  | EVLLTVQKDC |  | QCERLFHGNY |  | SRATEICVGD |  | PKKTQTGFKG |
| DSGGPLVCKD |  | VAQGILSYGN |  | KKGTPPGVYI |  | KVSHFLPWIK |  | RTMKRL     |

A: Аланін

C: Цистеїн

D: Аспарагінова кислота

E: Глутамінова кислота

F: Фенілаланін

G: Гліцин

H: Гістидин

I: Ізолейцин

K: Лізин

L: Лейцин

M: Метіонін

N: Аспарагін

P: Пролін

Q: Глутамін

R: Аргінін

S: Серин

T: Треонін

V: Валін

W: Триптофан

Кодований геном білок за функціями належить до гідролаз, протеаз, серинових протеаз. 
Задіяний у таких біологічних процесах, як цитоліз, альтернативний сплайсинг. 